# كرايوبايرين
كرايوبايرين أو NLRP3 (مختصر NACHT, LRR and PYD domains-containing protein 3) هو بروتين موجود عند الإنسان ومشفر بالمورثة NLRP3 الموجودة في الذراع الطويلة من الكروموسوم 1.
يتواجد هذا البروتين غالبا في الخلايا الأكولة الكبيرة بصفته أحد مكونات الجسيمات الالتهابية.:436 كما يكشف عن مكونات الخلايا المتضررة مثل ثلاثي فوسفات الأدينوسين الموجود خارج الخلايا وحمض البول المتبلور. يحفز البروتين المفعل استجابة مناعية. ترتبط الطفرة في مورثة NLRP3 بعدد من المتلازمات الالتهابية الذاتية الخاصة بأعضاء معينة.

## الوظيفة
بروتين NALP3 أحد مكونات جهاز المناعة الطبيعية والذي يقوم بدور مستقبلات تمييز النمط والتي تتعرف على الأنماط الجزيئية المرتبطة بالإمراض.

## الأمراض
ترتبط الطفرة في مورثة NLRP3 بطيف من المتلازمات الالتهابية الذاتية الوراثية السائدة وتدعى بالمتلازمة الدورية المرتبطة بكرايوبايرين وتشمل شرى البرد العائلي ومتلازمة ماكل - ويلز والمرض الالتهابي متعدد الأجهزة وليدي البدء والمتلازمة الجلدية والمفصلية العصبية الطفولية المزمنة.
يرتبط الخلل في هذه المورثة بحمى البحر الأبيض المتوسط. كما يلعب الجسيم الالتهابي لهذا البروتين دورا في نشوء النقرس والالتهاب العصبي الذي يحدث في أمراض سوء لف البروتين مثل مرض آلزهايمر ومرض باركنسون والأمراض البريونية.
ويرتبط غياب التنظيم على البروتين بالتسرطن. فمثلا، في حالة سرطانة الخلية الكبدية فإنه يحدث انخفاض في تنظيم أو فقدان كامل في كل مكونات الجسيم الالتهابي لبروتين NLRP3.